# Il mio amico Tempesta
Il mio amico Tempesta (Tempête) è un film del 2022 diretto da Christian Duguay.
È l'adattamento cinematografico dell'omonimo racconto di Christophe Donner, contenuto nella raccolta Il cavallo più bello del mondo (2006), da cui era precedentemente stato tratto il fumetto Corri, Tempesta! (2016), scritto sempre da Donner e illustrato da Jérémie Moreau.

## Trama
Zoé è una bambina cresciuta in un maneggio col sogno di diventare un fantino che stringe una profonda amicizia con una puledra che ha visto nascere. Un giorno però, la puledra, imbizzarrita da una notte tempestosa, finisce per calpestare Zoé mentre questa sta cercando di calmarla, rendendola paraplegica a vita, perdendo il legame creato con i cavalli che però riuscirà a rinstaurare grazie all' aiuto di Seb l'addestratore di trottatori della scuderia.

## Distribuzione
Il film è stato distribuito nelle sale cinematografiche francesi a partire dal 21 dicembre 2022 mentre in quelle italiane dal 14 settembre 2023.